# ランディーズ (車椅子)

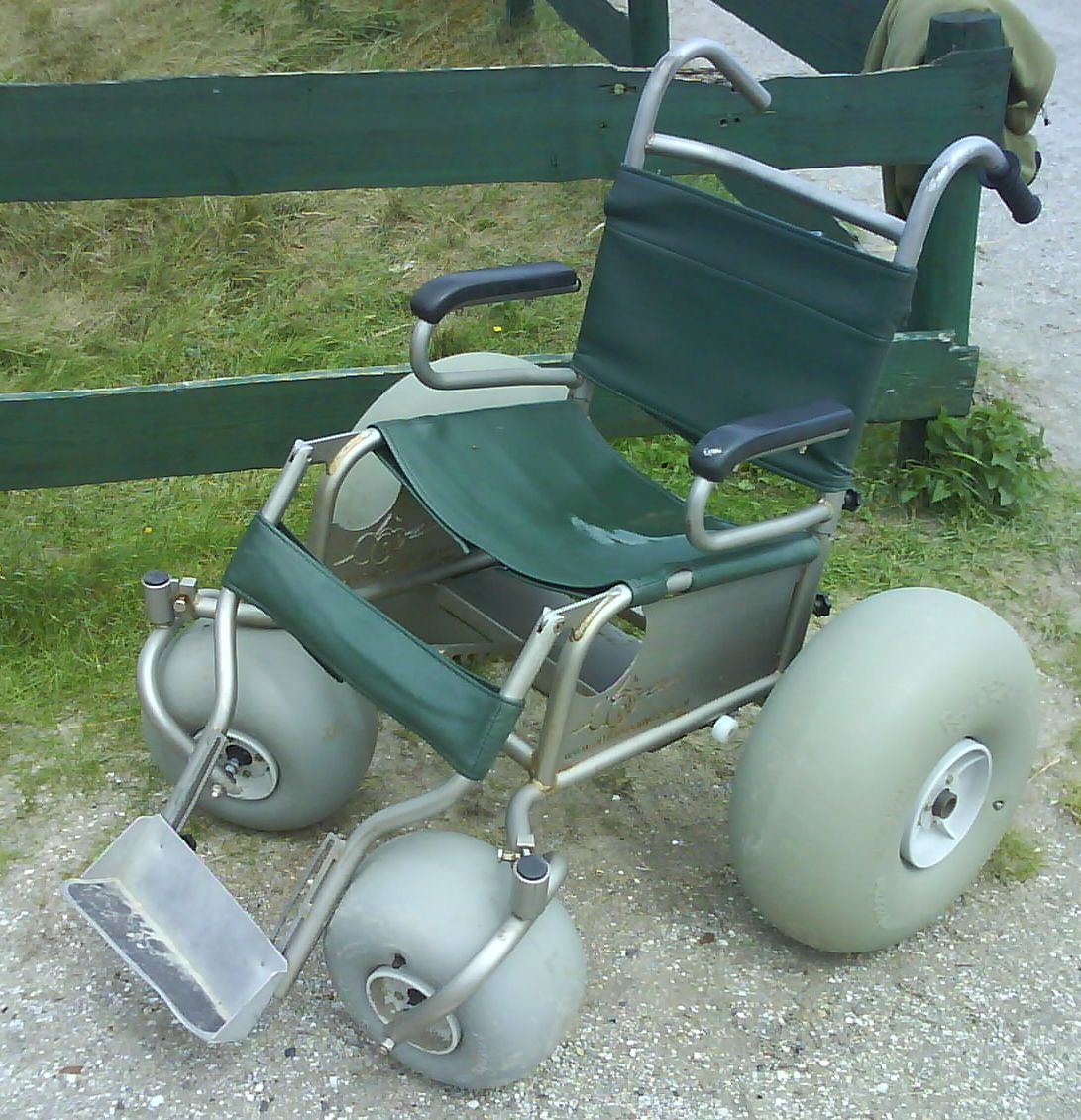
（参考）「ランディーズ」の類似品

ランディーズ(Landeez)とは、米国のNatural Accessが販売する介助用車椅子。車輪にポリウレタン製の低圧バルーンタイヤを用い、砂浜、雪上など通常の車椅子では困難な場所での使用を可能としている。
日本では2004年6月から株式会社エムズウイングが独自の商品展開を行っており、海水浴場などでのレンタルも行われている。